# Montesquieu-Lauragais
Pour les articles homonymes, voir Montesquieu (homonymie).
Montesquieu-Lauragais est une commune française située dans l'est du département de la Haute-Garonne en région Occitanie.
Sur le plan historique et culturel, la commune est dans le Lauragais, l'ancien « Pays de Cocagne », lié à la fois à la culture du pastel et à l’abondance des productions, et de « grenier à blé du Languedoc ». Exposée à un climat océanique altéré, elle est drainée par le canal du Midi, l'Hers-Mort, la Thésauque, le ruisseau des Mals, Nom inconnu et par divers autres petits cours d'eau.
Montesquieu-Lauragais est une commune rurale qui compte 1 035 habitants en 2022, après avoir connu une forte hausse de la population depuis 1962. Elle fait partie de l'aire d'attraction de Toulouse. Ses habitants sont appelés les Montesquiriens ou  Montesquiriennes.
Le patrimoine architectural de la commune comprend trois  immeubles protégés au titre des monuments historiques : le pont d'En Serny, inscrit en 1998, le pont-canal de Négra, inscrit en 1998, et l'écluse de Négra, inscrite en 1998.

## Géographie

### Localisation
La commune de Montesquieu-Lauragais se trouve dans le département de la Haute-Garonne, en région Occitanie.
Elle se situe à 26 km à vol d'oiseau de Toulouse, préfecture du département, et à 31 km de Revel, bureau centralisateur du canton de Revel dont dépend la commune depuis 2015 pour les élections départementales. 
La commune fait en outre partie du bassin de vie de Toulouse.
Les communes les plus proches sont : 
Vieillevigne (2,7 km), Ayguesvives (3,5 km), Villenouvelle (3,5 km), Saint-Rome (3,9 km), Baziège (4,4 km), Gardouch (5,2 km), Saint-Léon (5,8 km), Montgaillard-Lauragais (5,9 km).
Sur le plan historique et culturel, Montesquieu-Lauragais fait partie du Lauragais, occupant une vaste zone, autour de l’axe central que constitue le canal du Midi, entre les agglomérations de Toulouse au nord-ouest et Carcassonne au sud-est et celles de Castres au nord-est et Pamiers au sud-ouest. C'est l'ancien « Pays de Cocagne », lié à la fois à la culture du pastel et à l’abondance des productions, et de « grenier à blé du Languedoc ».
Montesquieu-Lauragais est limitrophe de huit autres communes.
Les communes limitrophes sont  Ayguesvives, Baziège, Gardouch, Nailloux, Saint-Rome, Seyre, Vieillevigne et Villenouvelle.
|             | Baziège               | Villenouvelle            |
| Ayguesvives | Montesquieu-Lauragais | Saint-Rome, Vieillevigne |
| Nailloux    | Seyre                 | Gardouch                 |

### Géologie
La superficie de la commune est de 2 475 hectares ; son altitude varie de 158  à   274 mètres.

### Hydrographie

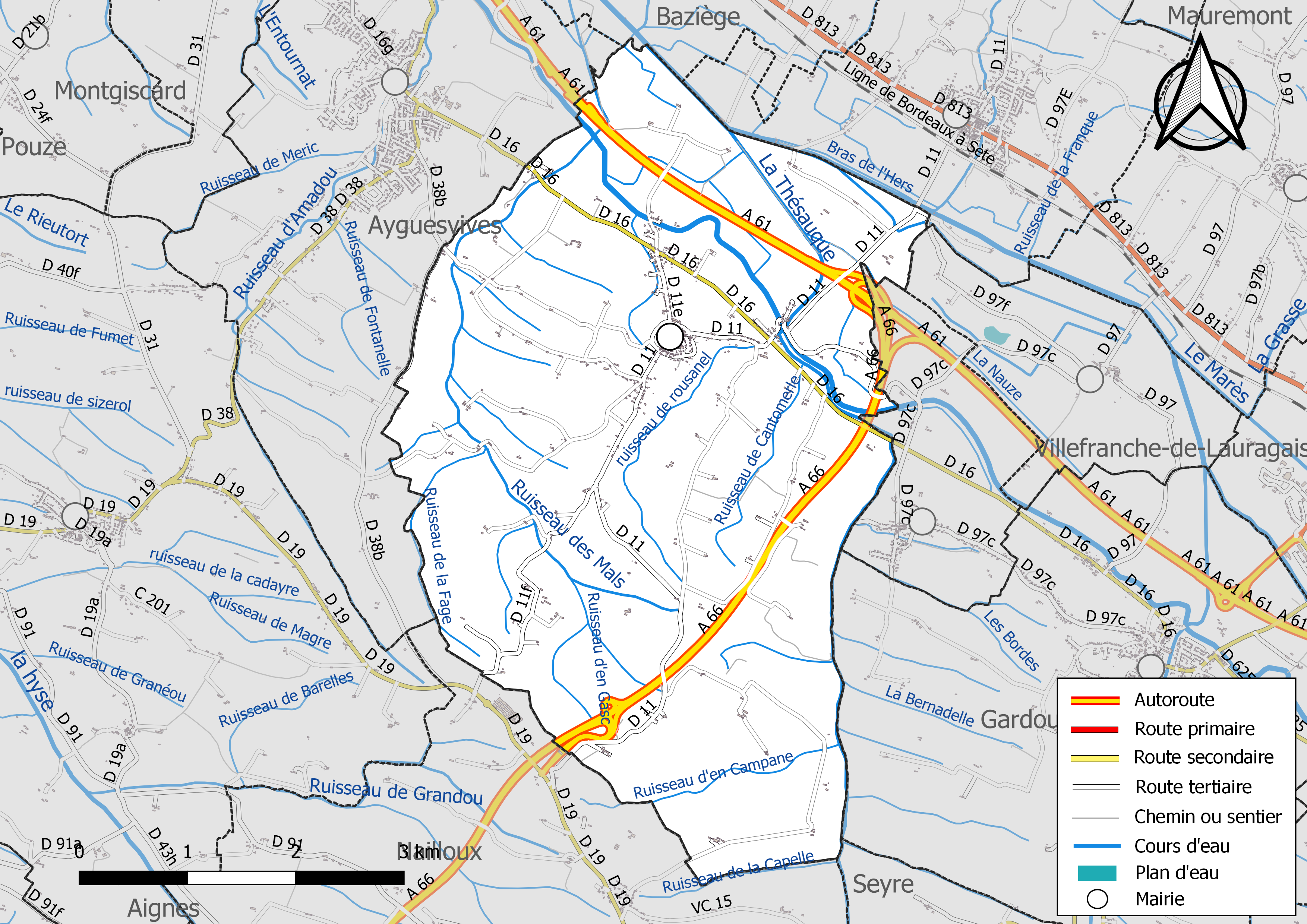
Réseaux hydrographique et routier de Montesquieu-Lauragais.

La commune est dans le bassin de la Garonne, au sein du bassin hydrographique Adour-Garonne. Elle est drainée par le canal du Midi, l'Hers-Mort, la Thésauque, le ruisseau des Mals, la Bernadelle, la Nauze, Les Bordes, le ruisseau de Cante-Merle, le ruisseau de la Capelle, le ruisseau de la Crespine, le ruisseau de la Fage, le ruisseau d'en Campane, le ruisseau d'en Fournes, et par divers petits cours d'eau, constituant un réseau hydrographique de 47 km de longueur totale,.
Le canal du Midi, d'une longueur totale de 239,8 km, est un canal de navigation à bief de partage qui relie Toulouse à la mer Méditerranée depuis le xviie siècle.
L'Hers-Mort, d'une longueur totale de 89,3 km, prend sa source dans la commune de Laurac (11) et s'écoule du sud-est vers le nord-ouest. Il traverse la commune et se jette dans la Garonne à Grenade, après avoir traversé 40 communes.
La Thésauque, d'une longueur totale de 16,7 km, prend sa source dans la commune de Caignac et s'écoule vers le nord. Elle traverse la commune et se jette dans l'Hers-Mort à Villenouvelle.

### Climat
Pour des articles plus généraux, voir Climat de l'Occitanie et Climat de la Haute-Garonne.
En 2010, le climat de la commune est de type climat du Bassin du Sud-Ouest, selon une étude s'appuyant sur une série de données couvrant la période 1971-2000. En 2020, Météo-France publie une typologie des climats de la France métropolitaine dans laquelle la commune est exposée à un climat océanique altéré et est dans la région climatique Aquitaine, Gascogne, caractérisée par une pluviométrie abondante au printemps, modérée en automne, un faible ensoleillement au printemps, un été chaud (19,5 °C), des vents faibles, des brouillards fréquents en automne et en hiver et des orages fréquents en été (15 à 20 jours).
Pour la période 1971-2000, la température annuelle moyenne est de 13,1 °C, avec une amplitude thermique annuelle de 15,6 °C. Le cumul annuel moyen de précipitations est de 737 mm, avec 10 jours de précipitations en janvier et 5,9 jours en juillet. Pour la période 1991-2020, la température moyenne annuelle observée sur la station météorologique la plus proche, située sur la commune de Ségreville à 12 km à vol d'oiseau, est de 13,4 °C et le cumul annuel moyen de précipitations est de 747,6 mm,. Pour l'avenir, les paramètres climatiques de la commune estimés pour 2050 selon différents scénarios d'émission de gaz à effet de serre sont consultables sur un site dédié publié par Météo-France en novembre 2022.

### Milieux naturels et biodiversité
Aucun espace naturel présentant un intérêt patrimonial n'est recensé sur la commune dans l'inventaire national du patrimoine naturel,,.

## Urbanisme

### Typologie
Au 1er janvier 2024, Montesquieu-Lauragais est catégorisée commune rurale à habitat dispersé, selon la nouvelle grille communale de densité à sept niveaux définie par l'Insee en 2022.
Elle est située hors unité urbaine. Par ailleurs la commune fait partie de l'aire d'attraction de Toulouse, dont elle est une commune de la couronne,. Cette aire, qui regroupe 527 communes, est catégorisée dans les aires de 700 000 habitants ou plus (hors Paris),.

### Occupation des sols
L'occupation des sols de la commune, telle qu'elle ressort de la base de données européenne d’occupation biophysique des sols Corine Land Cover (CLC), est marquée par l'importance des territoires agricoles (90,2 % en 2018), en diminution par rapport à 1990 (93,2 %). La répartition détaillée en 2018 est la suivante : 
terres arables (86,4 %), forêts (6,8 %), zones agricoles hétérogènes (3,8 %), zones urbanisées (1,9 %), zones industrielles ou commerciales et réseaux de communication (1 %). L'évolution de l’occupation des sols de la commune et de ses infrastructures peut être observée sur les différentes représentations cartographiques du territoire : la carte de Cassini (XVIIIe siècle), la carte d'état-major (1820-1866) et les cartes ou photos aériennes de l'IGN pour la période actuelle (1950 à aujourd'hui).

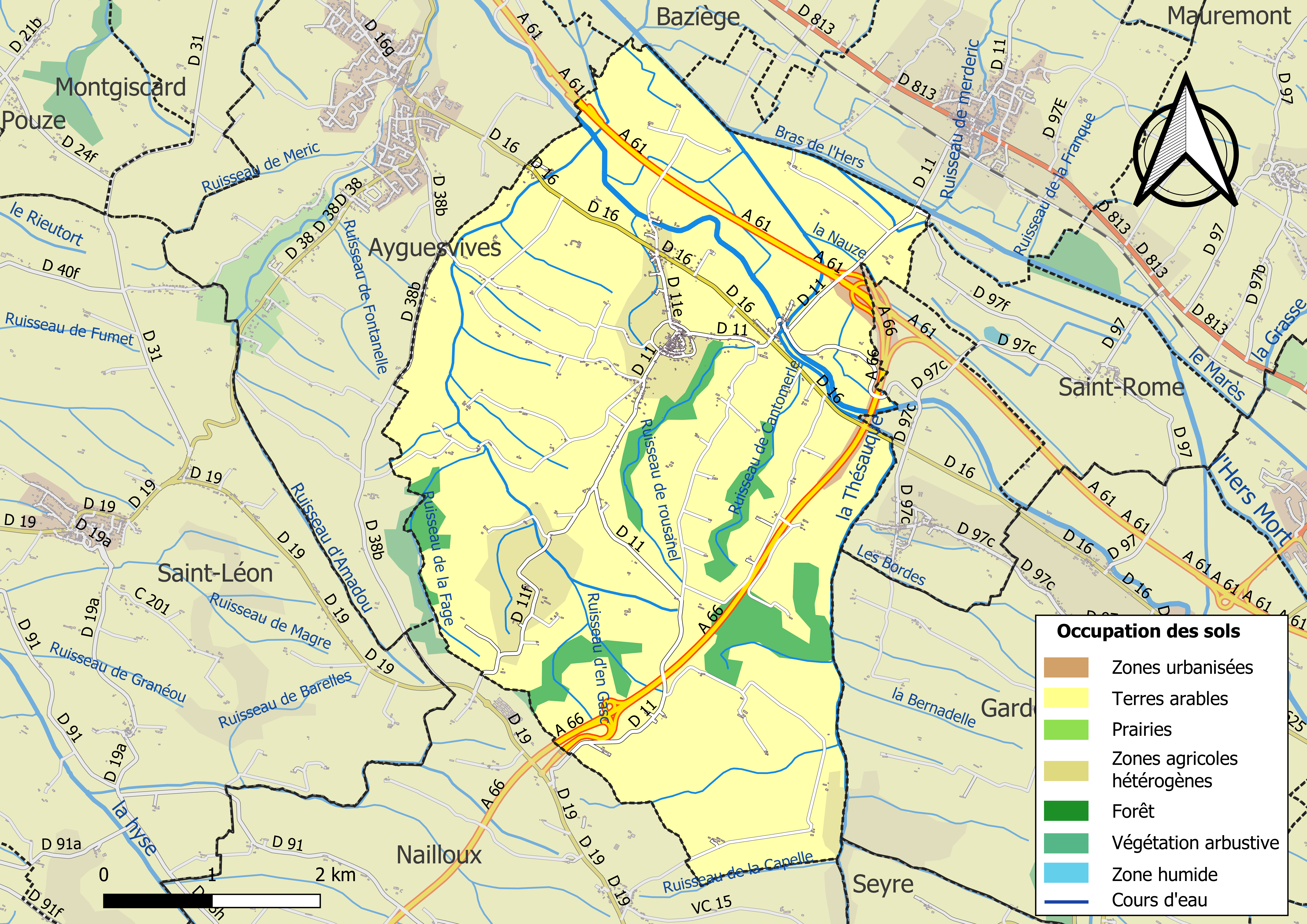
Carte des infrastructures et de l'occupation des sols de la commune en 2018 (CLC).

### Morphologie urbaine
Le village est en forme de circulade.

### Voies de communication et transports
La ligne 383 du réseau Arc-en-Ciel relie le centre de la commune à la station Université-Paul-Sabatier du métro de Toulouse depuis Salles-sur-l'Hers.

### Risques majeurs
Le territoire de la commune de Montesquieu-Lauragais est vulnérable à différents aléas naturels : météorologiques (tempête, orage, neige, grand froid, canicule ou sécheresse), inondations et séisme (sismicité très faible). Il est également exposé à un risque technologique, la rupture d'un barrage. Un site publié par le BRGM permet d'évaluer simplement et rapidement les risques d'un bien localisé soit par son adresse soit par le numéro de sa parcelle.

#### Risques naturels
Certaines parties du territoire communal sont susceptibles d’être affectées par le risque d’inondation par débordement de cours d'eau, notamment l'Hers-Mort et le Thésauque. La commune a été reconnue en état de catastrophe naturelle au titre des dommages causés par les inondations et coulées de boue survenues en 1982, 1994, 1998, 1999 et 2009,.

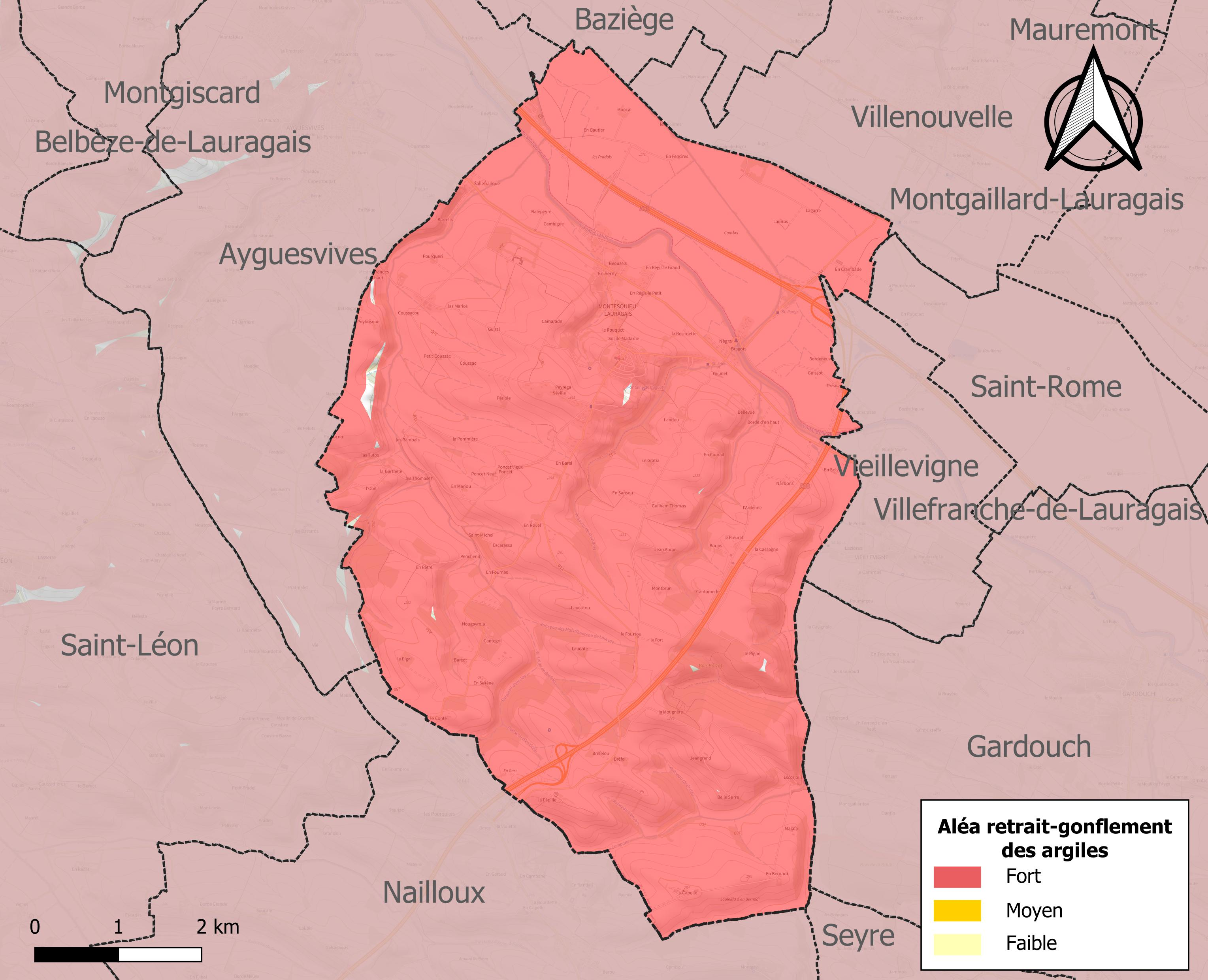
Carte des zones d'aléa retrait-gonflement des sols argileux de Montesquieu-Lauragais.

Le retrait-gonflement des sols argileux est susceptible d'engendrer des dommages importants aux bâtiments en cas d’alternance de périodes de sécheresse et de pluie. 99,7 % de la superficie communale est en aléa moyen ou fort (88,8 % au niveau départemental et 48,5 % au niveau national). Sur les 437 bâtiments dénombrés sur la commune en 2019, 437 sont en aléa moyen ou fort, soit 100 %, à comparer aux 98 % au niveau départemental et 54 % au niveau national. Une cartographie de l'exposition du territoire national au retrait gonflement des sols argileux est disponible sur le site du BRGM,.
Par ailleurs, afin de mieux appréhender le risque d’affaissement de terrain, l'inventaire national des cavités souterraines permet de localiser celles situées sur la commune.
Concernant les mouvements de terrains, la commune a été reconnue en état de catastrophe naturelle au titre des dommages causés par la sécheresse en 1989, 2003, 2011 et 2016 et par des mouvements de terrain en 1999.

#### Risques technologiques
La commune est en outre située en aval du barrage de l'Estrade sur la Ganguise (département de l'Aude). À ce titre elle est susceptible d’être touchée par l’onde de submersion consécutive à la rupture de cet ouvrage.

## Toponymie
Étymologie : Mont, dû à sa situation ; esquiu, mot occitan signifiant « sauvage, farouche, abrupt », du verbe esquivar. Lauragais vient de Laurac un des plus anciens châteaux-forts de l'Aude. On peut se poser par ailleurs la question sur la fiabilité de l’interprétation du nom de « Lauragais » (L’Auragais) par Mgr. Elie Griffe (1899-1978), comme issu du castrum de « Laurac », ancienne capitale territoriale du Lauragais. En effet on retrouve le préfixe « aura » (vent) suivi du suffixe « gais » (ès) qui désigne un territoire. « Lauragais » pourrait donc aussi bien être interpréter comme « le pays du vent ».
Montesquieu-sur-le-Canal : appelé ainsi après la Révolution pour le canal du Midi.

## Histoire
Époque anté-gallo-romaine
Les premiers habitants connus étaient les Volques Tectosages.
Époque gallo-romaine
En 100 av. J.-C., les soldats avaient une « Mansion » à En Selve.
Croisade des Albigeois
En 1219 Simon de Montfort combattit la puissante noblesse cathare dans les fossés de la ville (Valatz batailles). Présence d'un cimetière cathare au Rouquet.
Guerres de religion
Le 3 juillet 1586, durant la huitième guerre de religion, les Catholiques rasent la ville. Un odonyme local (« Impasse du 3-Juillet-1586 ») rappelle cet événement.
XVIIe siècle
Par son testament en date du 2 décembre 1683 Noble César d'Abessens, seigneur de Montesquieu, donne « aux habitants de Montesquieu les censives qu'ils luy peuvent devoir tant pour le passé que pour l'avenir », clause considérée comme l'abolition des droits féodaux locaux, mais remise en question par un de ses successeurs.
XVIIIe siècle
Au XVIIIe siècle le seigneur de Montesquieu écrit dans un mémoire non daté : 

« cette terre étant composée de onze fermes, elle se trouve sujette à deux inconvéniens : le premier est l'entretien d'une trop grande quantité de bâ-timens, le second vient de l'impossibilité qu'un seul homme d'affaires puisse veiller de bien près onze métairies... »

Il en conclut à la nécessité

« d'en dé-molir cinq pour conserver les mieux bâties et les mieux situées, dont Lau-catte et Goudet, à cause des terres situées de l'autre côté du canal et celle de St-Jean, bien bâtie. »

A-t-il mis son projet à exécution ?

### Héraldique
| Montesquieu-Lauragais | Son blasonnement est : De gueules à l'arbre d'argent posé sur une terrasse de sinople, accosté, à dextre, d'un loup contourné d'or et, à senestre, d'un mouton aussi d'argent. |

## Politique et administration

### Administration municipale
Le nombre d'habitants au recensement de 2011 étant compris entre 500 et 1 499 habitants, le nombre de membres du conseil municipal pour l'élection de 2014 est de quinze,.

### Rattachements administratifs et électoraux
Commune faisant partie de la septième circonscription de la Haute-Garonne de la communauté de communes des Terres du Lauragais et du canton de Revel (avant le redécoupage départemental de 2014, Montesquieu-Lauragais faisait partie de l'ex-canton de Villefranche-de-Lauragais) et l'ancienne communauté de communes Cap-Lauragais.

### Liste des maires
| Période                                  | Période      | Identité         | Étiquette | Qualité                             |
| ---------------------------------------- | ------------ | ---------------- | --------- | ----------------------------------- |
| 2000                                     | 2007         | Alain Ramond     |           |                                     |
| 2007                                     | octobre 2021 | Claude Lafon     | DVG       | Retraité (décès en cours de mandat) |
| décembre 2021                            | En cours     | Abdelrani Mahcer |           |                                     |
| Les données manquantes sont à compléter. |              |                  |           |                                     |

## Population et société

### Démographie
L'évolution du nombre d'habitants est connue à travers les recensements de la population effectués dans la commune depuis 1793. Pour les communes de moins de 10 000 habitants, une enquête de recensement portant sur toute la population est réalisée tous les cinq ans, les populations de référence des années intermédiaires étant quant à elles estimées par interpolation ou extrapolation. Pour la commune, le premier recensement exhaustif entrant dans le cadre du nouveau dispositif a été réalisé en 2008.

En 2022, la commune comptait 1 035 habitants, en évolution de +7,59 % par rapport à 2016 (Haute-Garonne : +8,02 %, France hors Mayotte : +2,11 %).
| 1793  | 1800  | 1806  | 1821  | 1831  | 1836  | 1841  | 1846  | 1851  |
| ----- | ----- | ----- | ----- | ----- | ----- | ----- | ----- | ----- |
| 1 471 | 1 493 | 1 428 | 1 386 | 1 385 | 1 400 | 1 390 | 1 411 | 1 368 |

| 1856  | 1861  | 1866  | 1872  | 1876  | 1881  | 1886  | 1891 | 1896 |
| ----- | ----- | ----- | ----- | ----- | ----- | ----- | ---- | ---- |
| 1 373 | 1 319 | 1 161 | 1 116 | 1 088 | 1 053 | 1 009 | 928  | 956  |

| 1901 | 1906 | 1911 | 1921 | 1926 | 1931 | 1936 | 1946 | 1954 |
| ---- | ---- | ---- | ---- | ---- | ---- | ---- | ---- | ---- |
| 828  | 860  | 815  | 775  | 794  | 760  | 757  | 747  | 757  |

| 1962 | 1968 | 1975 | 1982 | 1990 | 1999 | 2006 | 2008 | 2013 |
| ---- | ---- | ---- | ---- | ---- | ---- | ---- | ---- | ---- |
| 680  | 646  | 564  | 654  | 742  | 846  | 892  | 905  | 925  |

| 2018 | 2022  | - | - | - | - | - | - | - |
| ---- | ----- | - | - | - | - | - | - | - |
| 993  | 1 035 | - | - | - | - | - | - | - |

| selon la population municipale des années : | 1968 | 1975 | 1982 | 1990 | 1999 | 2006 | 2009 | 2013 |
| Rang de la commune dans le département      | 108  | 171  | 142  | 157  | 150  | 167  | 167  | 171  |
| Nombre de communes du département           | 592  | 582  | 586  | 588  | 588  | 588  | 589  | 589  |

### Enseignement
Montesquieu-Lauragais fait partie de l'académie de Toulouse.
L'éducation est assurée sur la commune par un groupe scolaire : maternelle au primaire.

### Culture et festivité
Bibliothèque, comité des fêtes, festival d'orgue de barbarie, salle des fêtes,

### Sports
Pétanque, gymnastique, chasse,

## Économie

### Revenus
En 2018  (données Insee publiées en septembre 2021), la commune compte 386 ménages fiscaux, regroupant 1 021 personnes. La médiane du revenu disponible par unité de consommation est de 24 430 € (23 140 € dans le département).

### Emploi
|                | 2008  | 2013  | 2018  |
| -------------- | ----- | ----- | ----- |
| Commune        | 3,6 % | 5,9 % | 2,9 % |
| Département    | 7,7 % | 9,6 % | 9,3 % |
| France entière | 8,3 % | 10 %  | 10 %  |

En 2018, la population âgée de 15 à 64 ans s'élève à 623 personnes, parmi lesquelles on compte 79,3 % d'actifs (76,4 % ayant un emploi et 2,9 % de chômeurs) et 20,7 % d'inactifs,. Depuis 2008, le taux de chômage communal (au sens du recensement) des 15-64 ans est inférieur à celui de la France et du département.
La commune fait partie de la couronne de l'aire d'attraction de Toulouse, du fait qu'au moins 15 % des actifs travaillent dans le pôle,. Elle compte 102 emplois en 2018, contre 83 en 2013 et 85 en 2008. Le nombre d'actifs ayant un emploi résidant dans la commune est de 480, soit un indicateur de concentration d'emploi de 21,2 % et un taux d'activité parmi les 15 ans ou plus de 63 %.
Sur ces 480 actifs de 15 ans ou plus ayant un emploi, 56 travaillent dans la commune, soit 12 % des habitants. Pour se rendre au travail, 90,4 % des habitants utilisent un véhicule personnel ou de fonction à quatre roues, 1,9 % les transports en commun, 2,7 % s'y rendent en deux-roues, à vélo ou à pied et 5 % n'ont pas besoin de transport (travail au domicile).

### Activités hors agriculture

#### Secteurs d'activités
57 établissements sont implantés  à Montesquieu-Lauragais au 31 décembre 2019. Le tableau ci-dessous en détaille le nombre par secteur d'activité et compare les ratios avec ceux du département,.
| Secteur d'activité                                                                                        | Commune | Commune | Département |
| Secteur d'activité                                                                                        | Nombre  | %       | %           |
| --- | ------- | ------- | ----------- |
| Ensemble                                                                                                  | 57      | 100 %   | (100 %)     |
| Industrie manufacturière, industries extractives et autres                                                | 4       | 7 %     | (5,7 %)     |
| Construction                                                                                              | 10      | 17,5 %  | (12 %)      |
| Commerce de gros et de détail, transports, hébergement et restauration                                    | 10      | 17,5 %  | (25,9 %)    |
| Information et communication                                                                              | 4       | 7 %     | (4,1 %)     |
| Activités financières et d'assurance                                                                      | 2       | 3,5 %   | (3,8 %)     |
| Activités immobilières                                                                                    | 2       | 3,5 %   | (4,2 %)     |
| Activités spécialisées, scientifiques et techniques et activités de services administratifs et de soutien | 14      | 24,6 %  | (19,8 %)    |
| Administration publique, enseignement, santé humaine et action sociale                                    | 9       | 15,8 %  | (16,6 %)    |
| Autres activités de services                                                                              | 2       | 3,5 %   | (7,9 %)     |

Le secteur des activités spécialisées, scientifiques et techniques et des activités de services administratifs et de soutien est prépondérant sur la commune puisqu'il représente 24,6 % du nombre total d'établissements de la commune (14 sur les 57 entreprises implantées  à Montesquieu-Lauragais), contre 19,8 % au niveau départemental.

#### Entreprises et commerces
Les quatre entreprises ayant leur siège social sur le territoire communal qui génèrent le plus de chiffre d'affaires en 2020 sont : 
- Idsc, conseil pour les affaires et autres conseils de gestion (341 k€)
- Supervisionip, location et location-bail d'autres machines, équipements et biens matériels n.c.a. (101 k€)
- Les Jardins De Babylone, activités spécialisées de design (61 k€)
- Karine Mazieres, autres services personnels n.c.a. (34 k€)

### Agriculture
La commune est dans le Lauragais, une petite région agricole occupant le nord-est du département de la Haute-Garonne, dont les coteaux portent des grandes cultures en sec avec une dominante blé dur et tournesol. En 2020, l'orientation technico-économique de l'agriculture  sur la commune est la culture de céréales et/ou d'oléoprotéagineuses. 
|               | 1988  | 2000  | 2010  | 2020  |
| ------------- | ----- | ----- | ----- | ----- |
| Exploitations | 47    | 41    | 29    | 31    |
| SAU (ha)      | 2 072 | 2 070 | 2 065 | 2 615 |

Le nombre d'exploitations agricoles en activité et ayant leur siège dans la commune est passé de 47 lors du recensement agricole de 1988  à 41 en 2000 puis à 29 en 2010 et enfin à 31 en 2020, soit une baisse de 34 % en 32 ans. Le même mouvement est observé à l'échelle du département qui a perdu pendant cette période 57 % de ses exploitations,. La surface agricole utilisée sur la commune a également diminué de 2 072 ha en 1988 à 2 615 ha en 2020. Parallèlement la surface agricole utilisée moyenne par exploitation a augmenté, passant de 44 à 84 ha.

## Culture locale et patrimoine

### Lieux et monuments
- L'Église Saint-Saint-Jacques le Majeur à clocher-mur typique du Lauragais.
- Chapelle de Négra de Montesquieu-Lauragais[45],[46].

Église Saint-Jacques
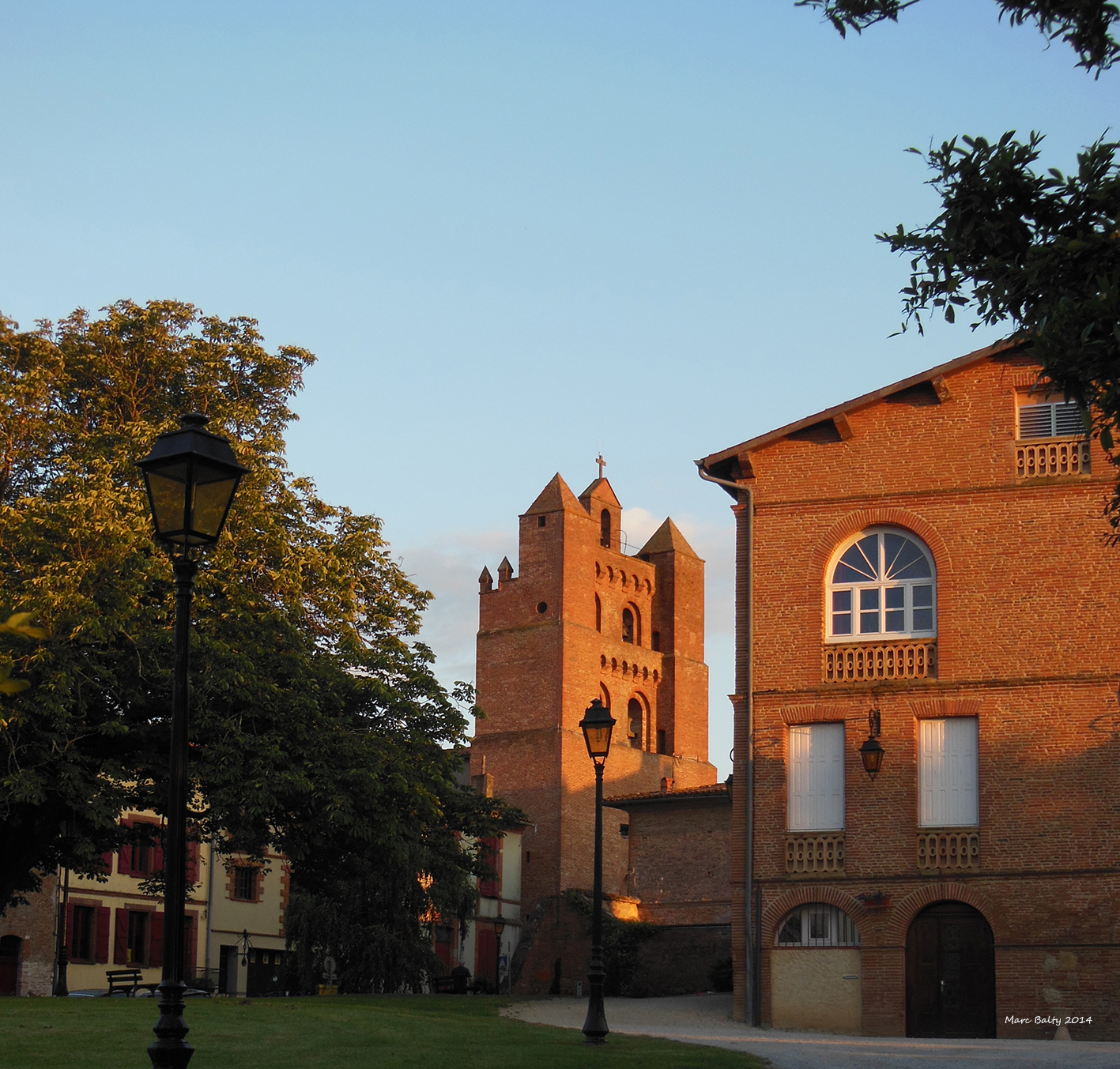
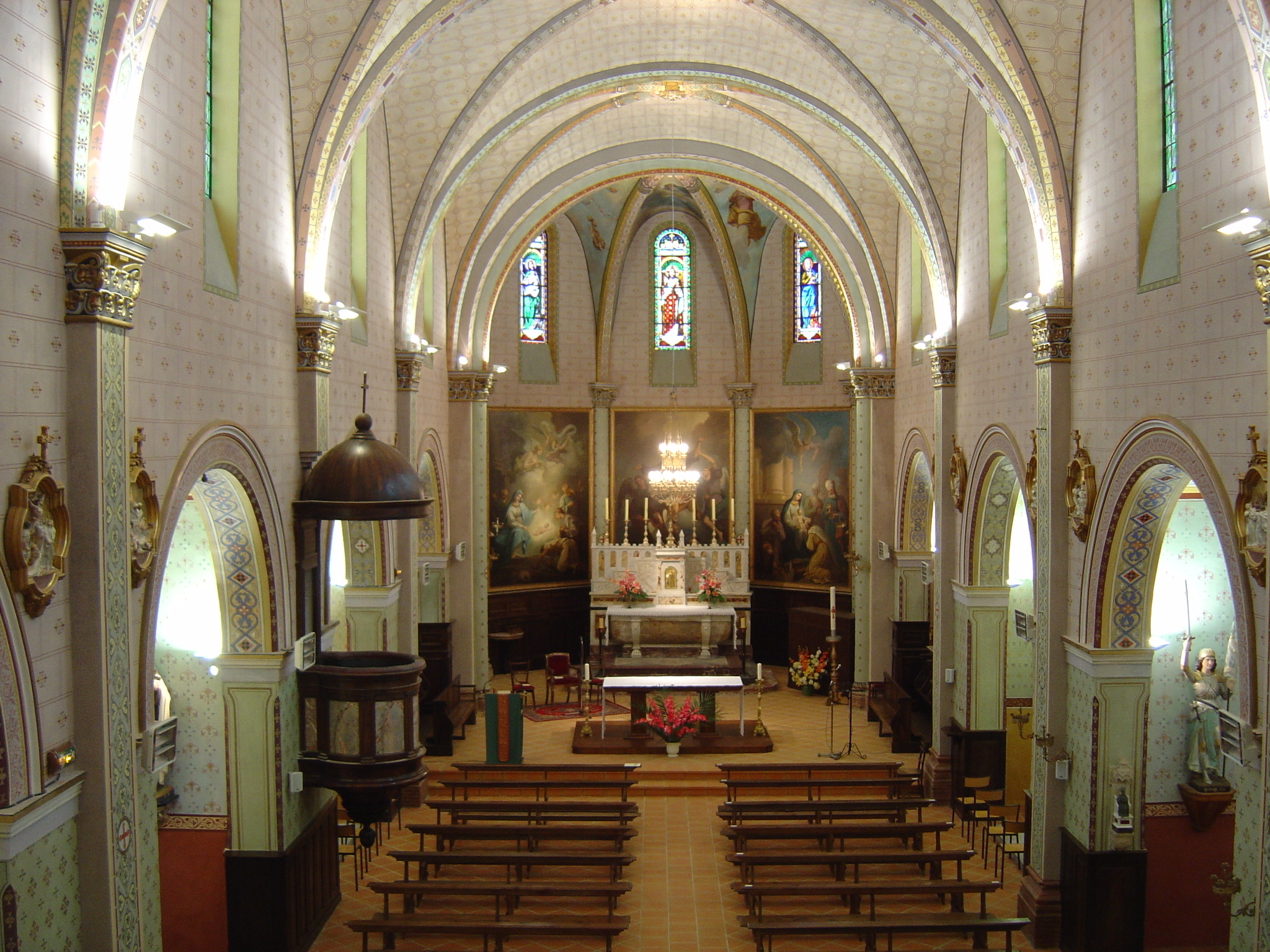
L'intérieur

- Le Canal du Midi avec le pont-canal de Négra et le pont d'En Serny
- Le Château de Roquette
- La Forêt communale de Montesquieu-Lauragais est une forêt de 0,68 km2 (surface approximative)

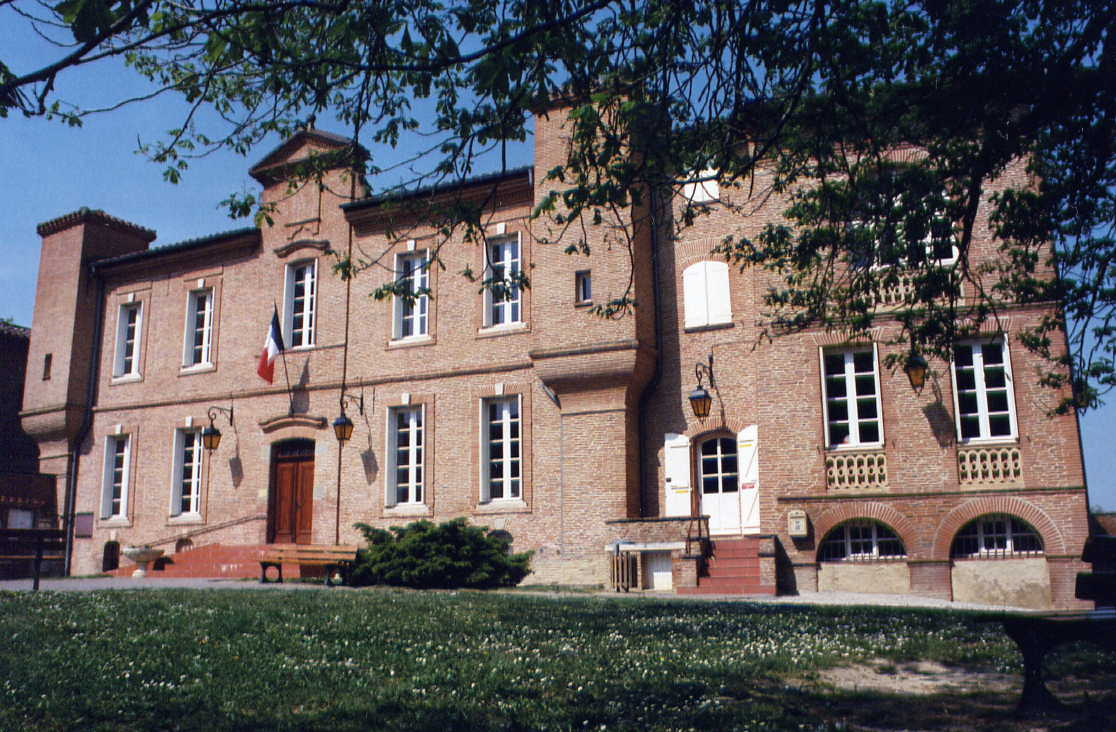
Mairie (Château du Pastel)
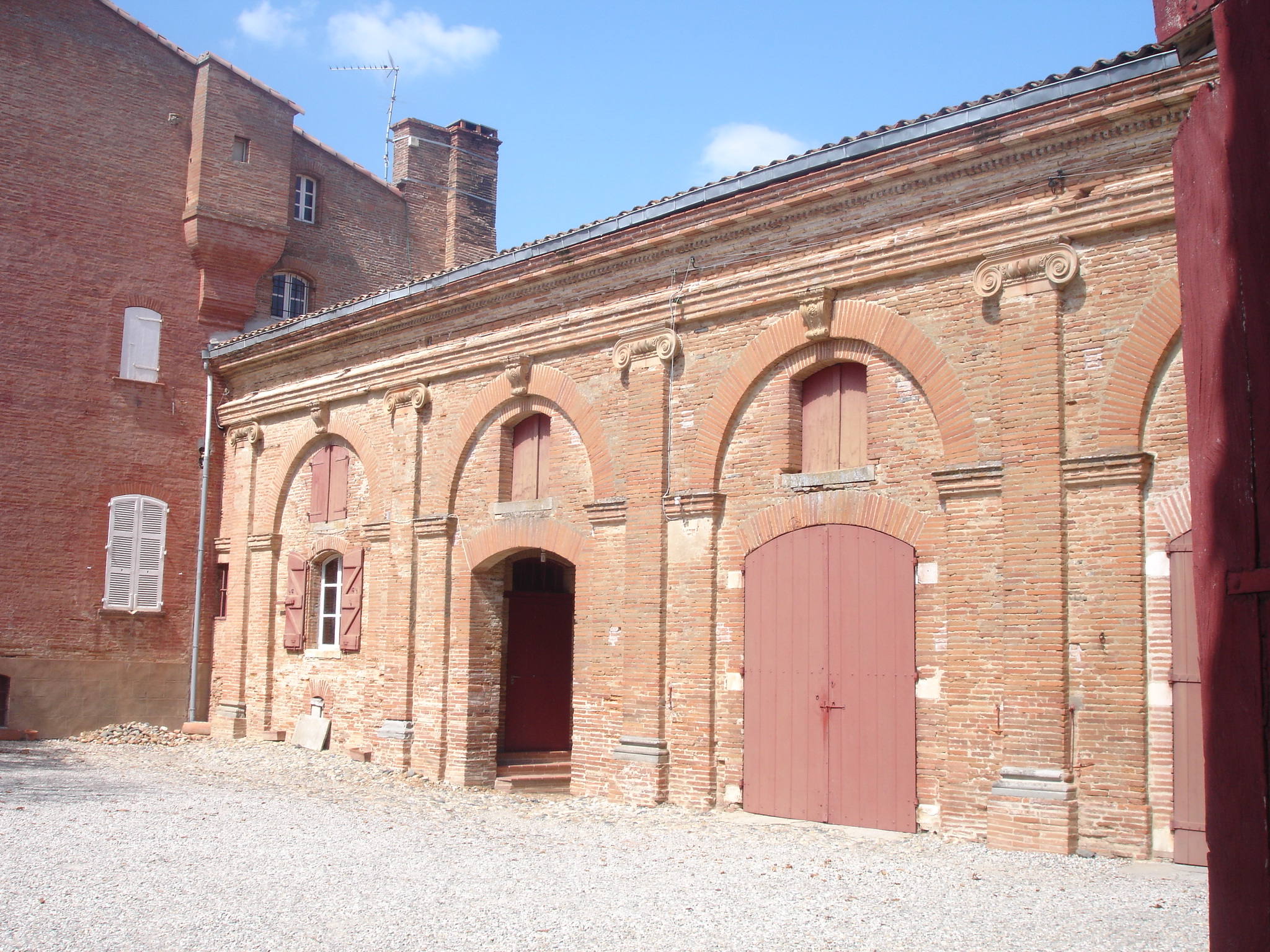
dépendance du château
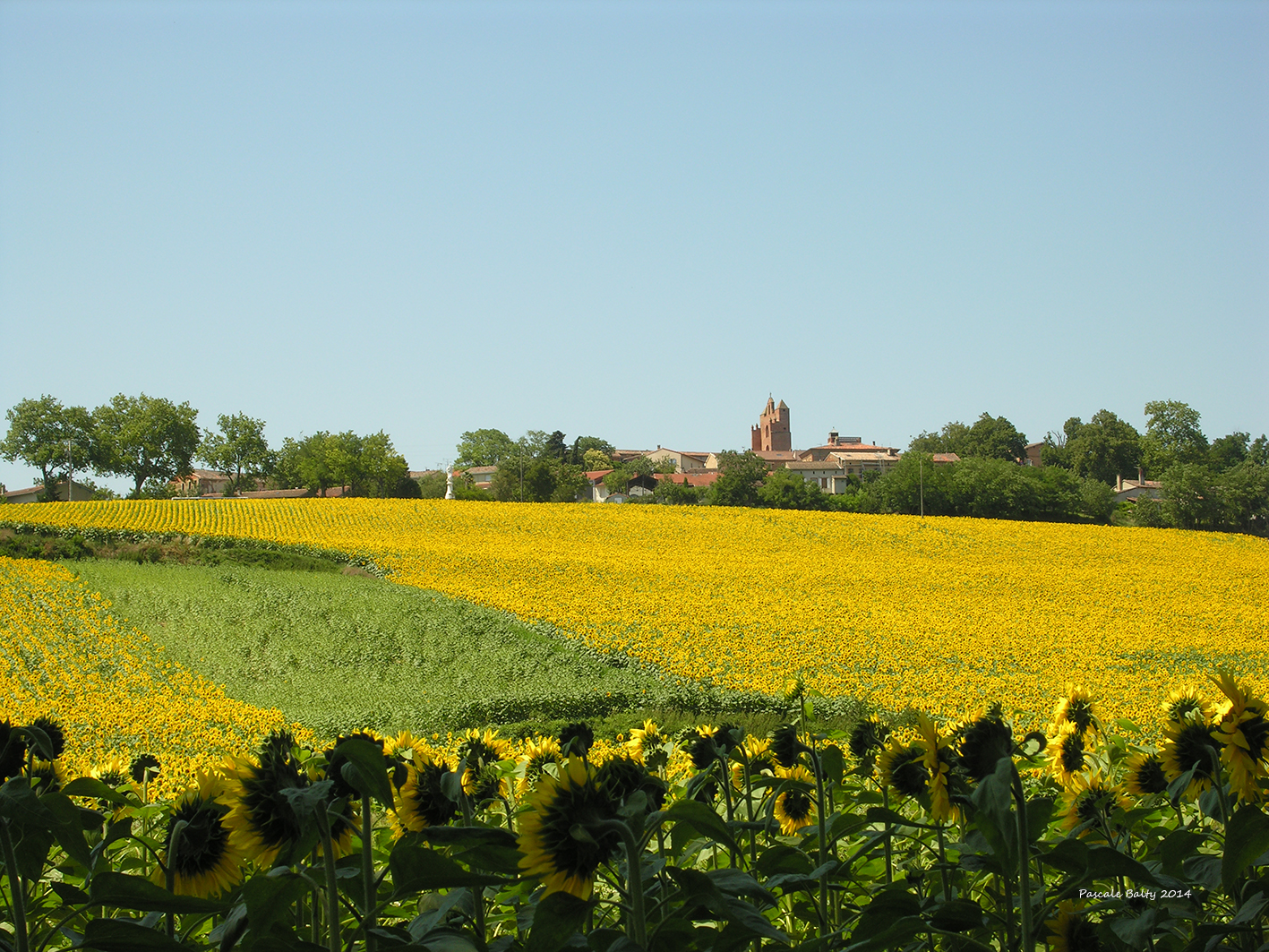
Vue sur le village en été
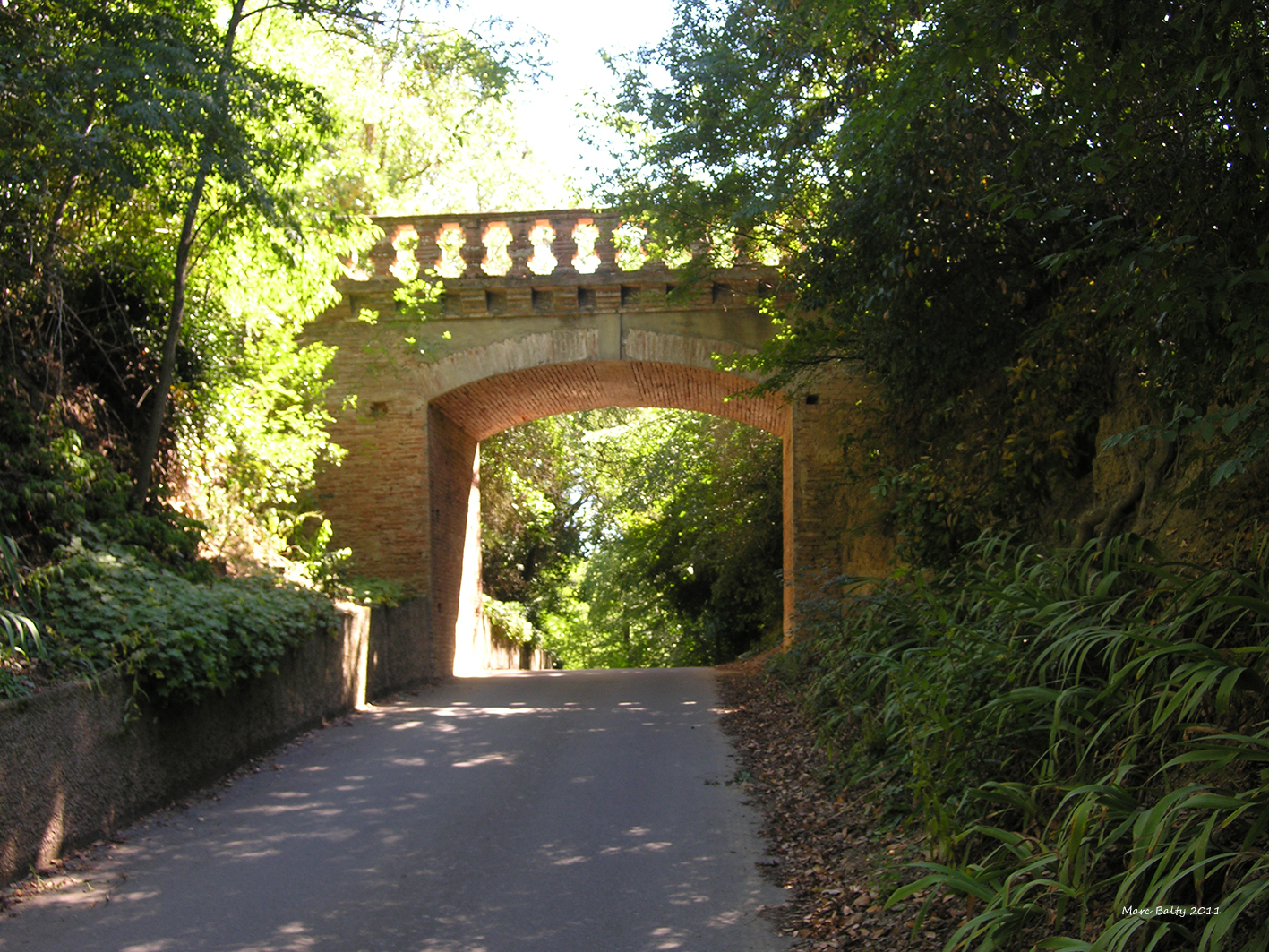
Le ponceau
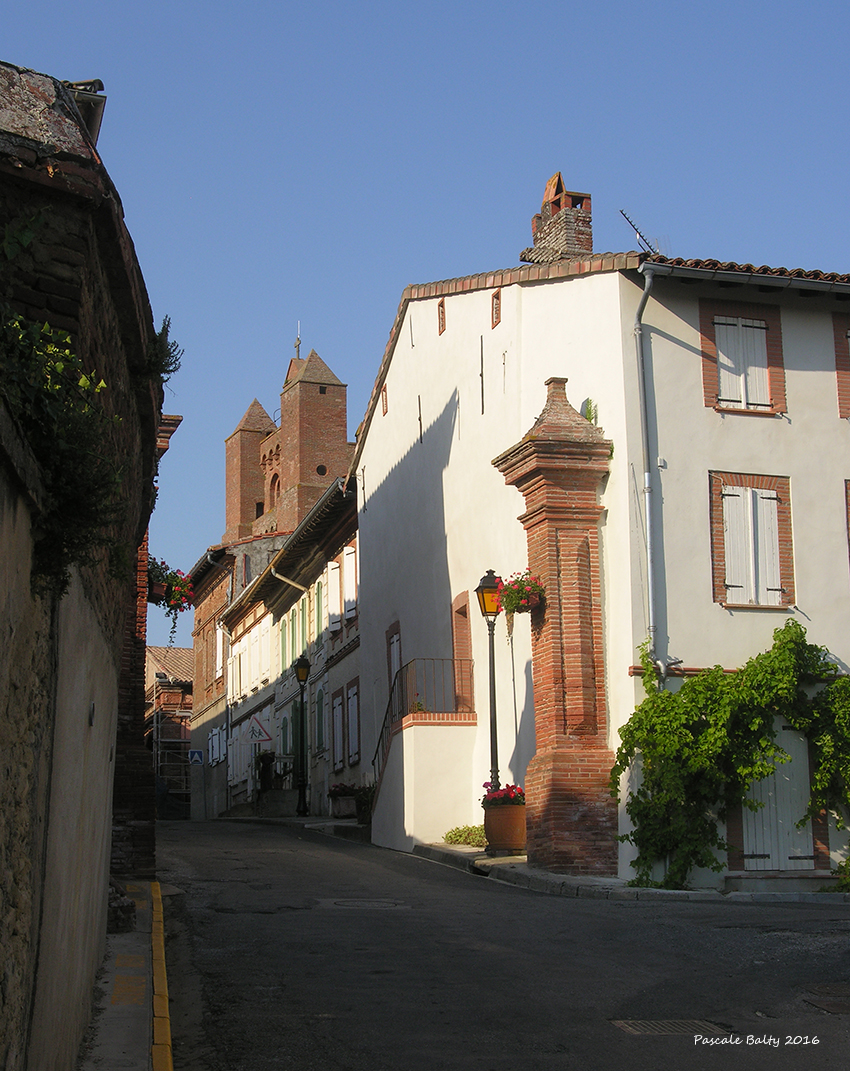
Entrée sud du village.
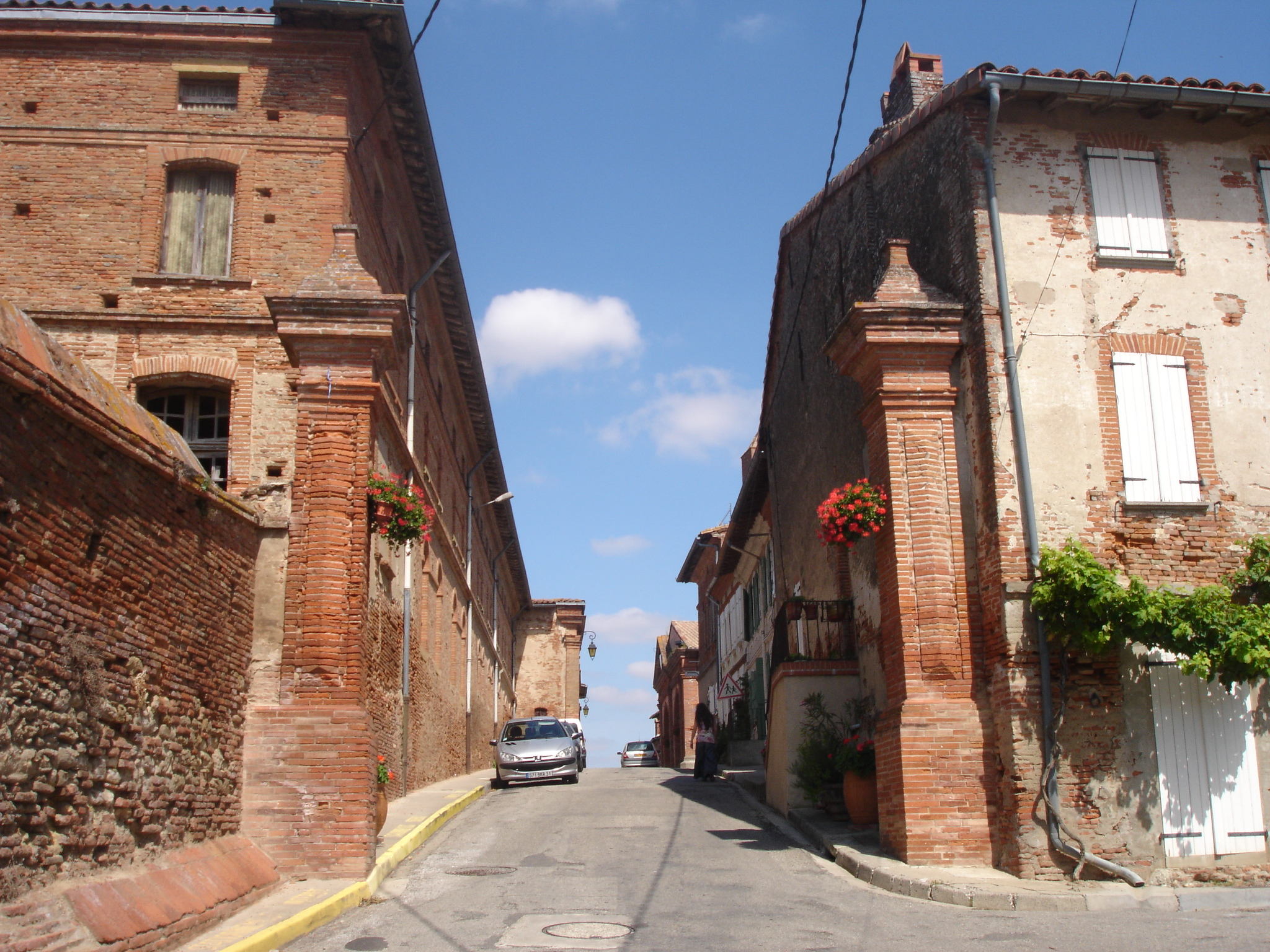
rue principale
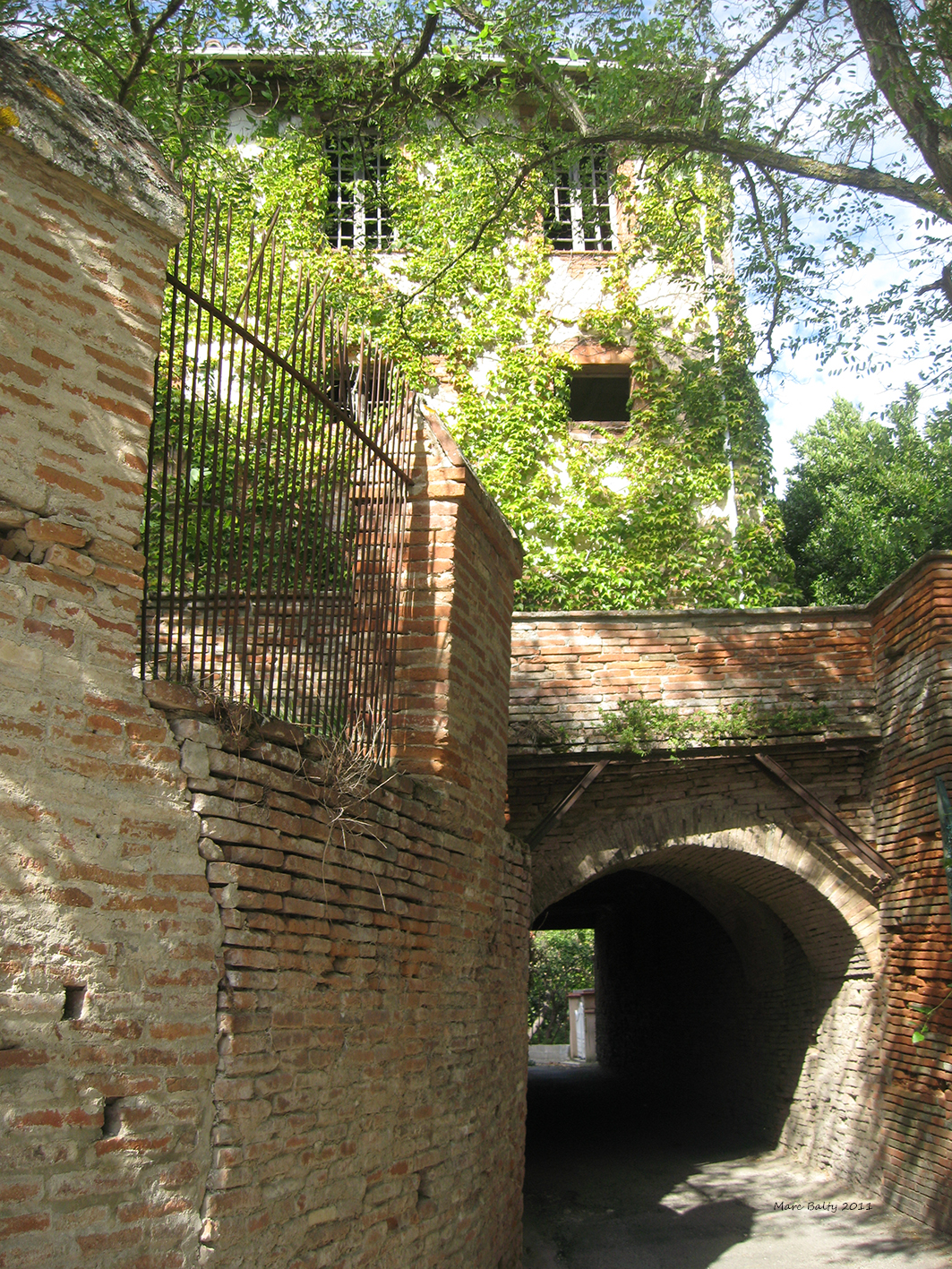
Rue qui longe les remparts.

### Personnalités liées à la commune
- Gérard Ouradou

#### Site de l'Insee
1. 1 2 3 4 5  Insee, « Métadonnées de la commune de Montesquieu-Lauragais ».
2. ↑  « La grille communale de densité », sur insee,fr, 28 mai 2024 (consulté le 27 juin 2024).
3. ↑  « Liste des communes composant l'aire d'attraction de Toulouse », sur insee.fr (consulté le 27 juin 2024).
4. ↑  Marie-Pierre de Bellefon, Pascal Eusebio, Jocelyn Forest, Olivier Pégaz-Blanc et Raymond Warnod (Insee), « En France, neuf personnes sur dix vivent dans l’aire d’attraction d’une ville », sur insee.fr, 21 octobre 2020 (consulté le 27 juin 2024).
5. ↑  « REV T1 - Ménages fiscaux de l'année 2018 à Montesquieu-Lauragais » (consulté le 2 février 2022).
6. ↑  « REV T1 - Ménages fiscaux de l'année 2018 dans la Haute-Garonne » (consulté le 2 février 2022).
7. 1 2  « Emp T1 - Population de 15 à 64 ans par type d'activité en 2018 à Montesquieu-Lauragais » (consulté le 2 février 2022).
8. ↑  « Emp T1 - Population de 15 à 64 ans par type d'activité en 2018 dans la Haute-Garonne » (consulté le 2 février 2022).
9. ↑  « Emp T1 - Population de 15 à 64 ans par type d'activité en 2018 dans la France entière » (consulté le 2 février 2022).
10. ↑  « Base des aires d'attraction des villes 2020 », sur site de l'Insee (consulté le 10 avril 2021).
11. ↑  « Emp T5 - Emploi et activité en 2018 à Montesquieu-Lauragais » (consulté le 2 février 2022).
12. ↑  « ACT T4 - Lieu de travail des actifs de 15 ans ou plus ayant un emploi qui résident dans la commune en 2018 » (consulté le 2 février 2022).
13. ↑  « ACT G2 - Part des moyens de transport utilisés pour se rendre au travail en 2018 » (consulté le 2 février 2022).
14. ↑  « DEN T5 - Nombre d'établissements par secteur d'activité au 31 décembre 2019 à Montesquieu-Lauragais » (consulté le 12 février 2022).
15. ↑  « DEN T5 - Nombre d'établissements par secteur d'activité au 31 décembre 2019 dans la Haute-Garonne » (consulté le 12 février 2022).

#### Autres sources
1. ↑  Stephan Georg, « Distance entre Montesquieu-Lauragais et Toulouse », sur fr.distance.to (consulté le 24 août 2021).
2. ↑  
Stephan Georg, « Distance entre Montesquieu-Lauragais et Revel », sur fr.distance.to (consulté le 24 août 2021).
3. ↑  « Communes les plus proches de Montesquieu-Lauragais », sur villorama.com (consulté le 24 août 2021).
4. ↑  Frédéric Zégierman, Le guide des pays de France - Sud, Paris, Fayard, avril 1999 (ISBN 2-213-59961-0), p. 327-328.
5. ↑  Carte IGN sous Géoportail
6. ↑  Répertoire géographique des communes, publié par l'Institut national de l'information géographique et forestière, [lire en ligne].
7. ↑  « Le réseau hydrographique du bassin Adour-Garonne. » [PDF], sur draaf.occitanie.agriculture.gouv.fr (consulté le 5 novembre 2021).
8. ↑  « Fiche communale de Montesquieu-Lauragais », sur le système d'information pour la gestion des eaux souterraines en Occitanie (consulté le 5 novembre 2021).
9. ↑  Sandre, « le canal du Midi »
10. ↑  Sandre, « l'Hers Mort »
11. ↑  Sandre, « la Thésauque »
12. 1 2  Daniel Joly, Thierry Brossard, Hervé Cardot, Jean Cavailhes, Mohamed Hilal et Pierre Wavresky, « Les types de climats en France, une construction spatiale », Cybergéo, revue européenne de géographie - European Journal of Geography, no 501,‎ 18 juin 2010 (DOI 10.4000/cybergeo.23155, lire en ligne, consulté le 21 novembre 2023)
13. ↑  « Zonages climatiques en France métropolitaine. », sur pluiesextremes.meteo.fr (consulté le 21 novembre 2023).
14. ↑  « Orthodromie entre Montesquieu-Lauragais et Ségreville », sur fr.distance.to (consulté le 21 novembre 2023).
15. ↑  « Station Météo-France « Ségreville » (commune de Ségreville) - fiche climatologique - période 1991-2020 », sur donneespubliques.meteofrance.fr (consulté le 21 novembre 2023).
16. ↑  « Station Météo-France « Ségreville » (commune de Ségreville) - fiche de métadonnées. », sur donneespubliques.meteofrance.fr (consulté le 21 novembre 2023).
17. ↑  « Climadiag Commune : diagnostiquez les enjeux climatiques de votre collectivité. », sur meteofrance.fr, novembre 2022 (consulté le 21 novembre 2023).
18. ↑  « Liste des zones Natura 2000 de la commune de Montesquieu-Lauragais », sur le site de l'Inventaire national du patrimoine naturel (consulté le 29 août 2021).
19. ↑  « Liste des ZNIEFF de la commune de Montesquieu-Lauragais », sur le site de l'Inventaire national du patrimoine naturel (consulté le 29 août 2021).
20. ↑  « Liste des espaces protégés sur la commune de Montesquieu-Lauragais », sur le site de l'Inventaire national du patrimoine naturel (consulté le 29 août 2021).
21. ↑  « CORINE Land Cover (CLC) - Répartition des superficies en 15 postes d'occupation des sols (métropole). », sur le site des données et études statistiques du ministère de la Transition écologique. (consulté le 14 avril 2021).
22. 1 2 3  « Les risques près de chez moi - commune de Montesquieu-Lauragais », sur Géorisques (consulté le 17 octobre 2022).
23. ↑  BRGM, « Évaluez simplement et rapidement les risques de votre bien », sur Géorisques (consulté le 10 septembre 2022).
24. ↑  « Dossier départemental des risques majeurs dans la Haute-Garonne », sur haute-garonne.gouv.fr (consulté le 10 septembre 2022), partie 1 -  chapitre Risque inondation.
25. ↑  « Retrait-gonflement des argiles », sur le site de l'observatoire national des risques naturels (consulté le 10 septembre 2022).
26. ↑  « Liste des cavités souterraines localisées sur la commune de Montesquieu-Lauragais », sur georisques.gouv.fr (consulté le 10 septembre 2022).
27. ↑  « Dossier départemental des risques majeurs dans la Haute-Garonne », sur haute-garonne.gouv.fr (consulté le 10 septembre 2022), chapitre Risque rupture de barrage.
28. ↑  art L. 2121-2 du code général des collectivités territoriales.
29. ↑  « Résultats des élections municipales et communautaires 2014 », sur interieur.gouv.fr (consulté le 10 juin 2020).
30. ↑  « Montesquieu-Lauragais : le nouveau maire de la commune a été élu par le conseil municipal », sur actu.fr, 14 décembre 2021.
31. ↑  L'organisation du recensement, sur insee.fr.
32. ↑  Calendrier départemental des recensements, sur insee.fr.
33. ↑  Des villages de Cassini aux communes d'aujourd'hui sur le site de l'École des hautes études en sciences sociales.
34. ↑  Fiches Insee - Populations de référence de la commune pour les années 2006, 2007, 2008, 2009, 2010, 2011, 2012, 2013, 2014, 2015, 2016, 2017, 2018, 2019, 2020, 2021 et 2022.
35. 1 2 3 4 5  INSEE, « Population selon le sexe et l'âge quinquennal de 1968 à 2012 (1990 à 2012 pour les DOM) », sur insee.fr, 15 octobre 2015 (consulté le 10 janvier 2016).
36. ↑  INSEE, « Populations légales 2006 des départements et des collectivités d'outre-mer », sur insee.fr, 1er janvier 2009 (consulté le 8 janvier 2016).
37. ↑  INSEE, « Populations légales 2009 des départements et des collectivités d'outre-mer », sur insee.fr, 1er janvier 2012 (consulté le 8 janvier 2016).
38. ↑  INSEE, « Populations légales 2013 des départements et des collectivités d'outre-mer », sur insee.fr, 1er janvier 2016 (consulté le 8 janvier 2016).
39. ↑  http://www.mairie-montesquieu-lauragais.fr/index.php/education-jeunesse/ecole-municipale
40. ↑  « Entreprises à Montesquieu-Lauragais », sur entreprises.lefigaro.fr (consulté le 12 février 2022).
41. ↑  « Les régions agricoles (RA), petites régions agricoles(PRA) - Année de référence : 2017 », sur agreste.agriculture.gouv.fr (consulté le 12 février 2022).
42. ↑  Présentation des premiers résultats du recensement agricole 2020, Ministère de l’agriculture et de l’alimentation, 10 décembre 2021
43. 1 2  « Fiche de recensement agricole - Exploitations ayant leur siège dans la commune de Montesquieu-Lauragais - Données générales », sur recensement-agricole.agriculture.gouv.fr (consulté le 12 février 2022).
44. ↑  « Fiche de recensement agricole - Exploitations ayant leur siège dans le département de la Haute-Garonne » (consulté le 12 février 2022).
45. ↑  « Recherche: base de données - chapelle de Négra - Montesquieu-Lauragais - Haute-Garonne : patrimoines.laregion.fr »(Archive.org • Wikiwix • Archive.is • Google • Que faire ?), sur patrimoines.laregion.fr.
46. ↑  Jean-François Benne, « Canal du Midi - Écluse, chapelle et pont-canal de Négra », sur canaldumidi.com (consulté le 3 mai 2020).